# Майкл Ґоулдер
Майкл Дуґлас Ґоулдер (англ. Michael Douglas Goulder; 31 травня 1927, Лондон — 6 січня 2010) — англійський біблеїст, який провів більшу частину свого наукового життя у Бірмінгемському університеті, пішов у відставку, як професор біблеїстики у 1994 році.

## Життєпис
Майкл Ґоулдер відомий внеском у дослідження синоптичної проблеми, зокрема гіпотези Фаррер, яка стверджує пріоритет «Євангеліє від Марка» як самого раннього, але не брав до уваги джерело Q, припускаючи натомість, що Лука знав Матвія. Також він брав участь у створенні теорії про те, що євангелісти вельми творчі автори, і що Матвій і Лука — це тільки мінімальний початковий матеріал, покладений в основу. В останні роки він широко писав про теорію християнського походження, яка представлялася йому як протистояння між апостолом Павлом з одного боку та християнським Єрусалимом Петра і Якова, брата Ісуса, з іншого. Це розцінювалося як відродження гіпотези, запропонованої Фердинандом Крістіаном Бауром основоположником тюбінґенської школи. 
Закінчив Трініті-коледж у 1946 році та Ітонський коледж. У 1949 році призначений англіканським пастором у Гонконзі. Після чого повернувся в Англію, для вивчення теології у Триніті-коледж (Оксфорд) (1952-1956). Служив з 1956 року священником в районі Манчестера. 
З 1962 року був ректором у теологічному коледжі в Гонконзі. У 1966 році Майкл Ґоулдер повернувся у Англію і був призначений викладачем теології а згодом професором біблеїстики в Університеті Бірмінгема. 
Майкл Ґоулдер займався дослідженням текстів Нового і Старого Завіту. Воскрешав ідеї тюбінгенськой школи про протистояння павлинізму і петринізму в ранньому християнстві.
У 1981 році втратив віру і став «неагресивним атеїстом». Був членом «Комітету з наукової експертизи релігії» (англ. Committee for the Scientific Examination of Religion [CSER]), який є підрозділом «Ради за світський гуманізм» і став президентом Групи Бірмінгемських гуманістів у 1993 року, незадовго до закінчення його академічного життя. 
Мав дружину Клер та двох синів і двох дочок.
Майкл Ґоулдер помер 6 січня 2010 року.

## Публікації
- Type and History in Acts, London: SPCK, 1964.
- Midrash and Lection in Matthew, London: SPCK, 1974.
- The Evangelists' Calendar: A Lectionary Explanation of the Development of Scripture, London: SPCK, 1978.
- The Psalms of the Sons of Korah (JSOT Supplement), 1982.
- Luke: A New Paradigm. Journal for the study of the New Testament Supplement, 20. Sheffield: JSOT Press, 1989
- St. Paul versus St. Peter: A Tale of Two Missions, London: SCM Press 1994[14]